# Fumo (Turgenev)
Fumo (in russo Дым?, Dym) è un romanzo di Ivan Sergeevič Turgenev pubblicato nel 1867.

## Trama

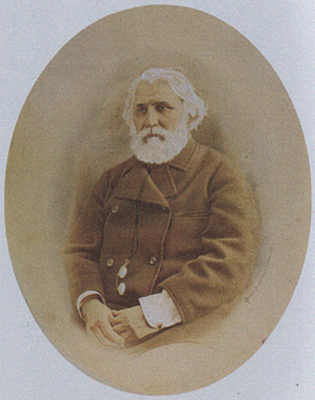
Ritratto di Turgenev nel 1867

Nell'elegante stazione termale di Baden Baden, in Germania, Grigorij Litvinov aspetta l'arrivo della cugina Tat'âna, sua fidanzata, e della madre di lei, con le quali ha programmato di ritornare in Russia per sposarsi. Litvinov evita quanto più possibile di frequentare i suoi fatui e loquaci connazionali, numerosissimi durante l'alta stagione soprattutto attorno ai tavoli da gioco dei casinò. Per Litvinov quel cicaleccio senza nesso e senza vita, è solo "fumo": «e di colpo tutto gli parve fumo, tutto, la propria vita, la vita russa, ogni cosa umana, particolarmente ogni cosa russa. Tutto è fumo e vapore, pensava: sembra che tutto cambi senza sosta, dappertutto nuove forme, fenomeni che inseguono fenomeni, ma in sostanza tutto è sempre lo stesso; tutto si affretta, tutto corre verso qualcosa, e tutto scompare senza lasciar traccia».
Un giorno, Litvinov incontra per caso una sua vecchia fiamma, la bella e capricciosa Irina Pavlovna, nata principessa Osinin; fidanzata di Litvinov dieci anni prima, lo aveva abbandonato poco prima delle nozze per sposare il ricco e insulso generale Valerian Vladimirovič Ratmirov. Donna intelligente e brillante, Irina domina una cerchia selezionata di compatrioti russi, da lei peraltro segretamente disprezzati. Punta dalla freddezza di Litvonov verso di lei, Irina si propone di riconquistarlo, e riesce nell'intento senza grandi difficoltà. Sebbene Litvonov sappia benissimo che Irina non valga Tat'âna, il russo lascia la giovane fidanzata e propone una fuga romantica a Irina. Naturalmente, all'ultimo momento, Irina si tira indietro e ritorna col marito rovinando così per la seconda volta la vita di Litvonov. Questi comunque trova il coraggio di dissipare il fumo da cui vede avvolta la sua vita e tutto ciò che è russo, ritornando in Russia per dedicarsi al lavoro nella speranza di riconquistare l'amore e la fiducia di Tatiana.

## Critica
Turgenev iniziò la composizione di Fumo alla fine del 1865 a Baden Baden; il romanzo era già completato ai primi del 1867, quando l'autore si recò a San Pietroburgo e diede lettura di alcuni passi ottenendo generalmente consenso degli uditori. Il romanzo fu pubblicato sul numero di marzo 1867 della rivista Il messaggero russo (in russo Ру́сский ве́стник?, Russkij vestnik).
La descrizione satirica della vita dei russi a Baden Baden, con aristocratici fannulloni e con riformatori sociali illusi e abulici, suscitò indignazione verso Turgenev sia da parte dei russi filo-occidentali sia da parte dei russi slavofili. Questa indignazione si dileguò quando i russi si convinsero che lo scrittore fosse ormai uno scrittore internazionale, più che russo, e non comprendesse più appieno la Russia dei suoi tempi. Herzen, satireggiato nel personaggio di Stepan Nikolaevič Gubarev, scrisse una recensione negativa del romanzo sulla sua rivista Kolokol.
Per Ettore Lo Gatto Fumo è «un romanzo tipicamente turgeneviano per la sempre fresca grazia delle descrizioni della natura, per la ricchezza [...] dei particolari nella pittura d'ambiente, per la caratterizzazione dei personaggi». I personaggi sono guardati quasi da lontano, tranne forse Potugin, un occidentalista probabile portavoce dell'autore. Litvinov, che dovrebbe rappresentare il russo onesto e positivo della seconda metà dell'800, fu criticato per la sua debolezza e la mancanza di volontà. Debole e indecisa appare anche Irina, la cui figura costituisce il perno delle vicende del romanzo. Per Pietro Citati, «Questo libro di chiacchiere, di vapore e fumo è una grande storia d'amore: la più bella di Turgenev, che possiamo mettere vicino a quella di Anna Karenina». In base alla testimonianza di John Reed, dopo la rivoluzione d'ottobre il romanzo di Turgenev fu inteso come un saggio sociologico sulla società russa di metà ottocento.

## Edizioni
- Ivan Turghenieff, Fumo; Acque di Primavera, Romanzi Russi; con prefazione di Domenico Ciampoli, Milano: Fratelli Treves Tip. Edit., 1889
- Fumo: romanzo; traduzione di Giannetto Bisi, Milano: Casa Ed. Sonzogno, 1918
- Ivan Turghenieff, Fumo, Firenze: A. Salani, 1926
- Ivan Turghenjev, Fumo; traduzione a cura di Zino Zini e di Leone Ginzburg, Torino: Unione Tipografico-Editrice Torinese, 1935
- Ivan Turgenev, Tutti i romanzi: Rudin; Un nido di nobili; Alla vigilia; Padri e figli; Fumo; Terra vergine; a cura di Ettore Lo Gatto; traduzioni di E. Lo Gatto, M. Miro, M. De Monticelli, L. E. Simoni Malavasi, E. Bazzarelli, F. Verdinois, Milano: Ugo Mursia e C., 1959
- Ivan Turgheniev, Fumo; trad. di Giovanni Buttafava, Coll. Biblioteca universale Rizzoli nn. 2058-2060, Milano: Rizzoli, 1964
- Ivan Sergéevic Turgenev, Fumo; trad. e introduzione di Giacinta De Dominicis Jorio, Coll. Filo d'erba n. 52, Francavilla al mare: Edizioni paoline, 1967
- I. Turgenev, Nido di nobili; Fumo; ; a cura di Giuseppe Garritano; trad. di Paolo Serbandini, Giuseppina Cavallo e Iolanda Bufalini, Roma: Editori riuniti, 1989, ISBN 88-359-3135-5
- Ivan Sergeevic Turgenev, Fumo; traduzione di Paolo Serbandini, Giuseppina Cavallo e Jolanda Bufalini; introduzione di Stefano Garzonio, Coll. Asce, Roma: Editori internazionali riuniti, 2012, ISBN 978-88-359-9151-9